# Olivier Gilleron
 (février 2025).
Olivier Gilleron qui publie aussi sous le pseudonyme Olier est un scénariste de bande dessinée français, né le 4 novembre 1966.

## Biographie
Olivier Gilleron est né le 4 novembre 1966 en France, à Valenciennes. Il a une femme, Odile, et un fils.

## Œuvre

### Albums
- Brest des origines à Brest 96, dessins d'Alain Robet, Le Téméraire, coll. « Histoires des Villes », 1995  (ISBN 2-908703-41-6)
- Calais - Contre Vents et Marées, dessins de Luc Deroubaix, Le Téméraire, coll. « Histoires des Villes », 1993  (ISBN 2-908703-17-3)
- Douai - Sous le regard des géants, dessins de Kristan, Le Téméraire, coll. « Histoires des Villes », 1996  (ISBN 2-908703-53-X)
- Jules Mousseron - Ma vie à l'fosse, dessins de Jerry Hulard, Le Téméraire, 1994  (ISBN 2-908703-27-0)
- Nancy - Cœur de Lorraine, dessins d'Olivier Mangin, Le Téméraire, coll. « Histoires des Villes », 1993  (ISBN 2-908703-19-X) (BNF 35660620)
- Paris, l'histoire en capitale - De boue et de cendres, dessins de Jean-Claude Cassini, Le Téméraire, coll. « Histoires des Villes », 1996  (ISBN 2-908703-61-0)
- Reims, Le Téméraire, coll. « Histoires des Villes »
  1. Cité royale, dessins de G. Badin, 1993  (ISBN 2-908703-21-1)
- Vannes, dessins d'Alain Robet, Le Téméraire, collection Histoires des Villes, 1994  (ISBN 2-908703-29-7)
- Versailles de Louis XIII à nos jours, dessins de Stéphane Boutel, Le Téméraire, coll. « Histoires des Villes », 1996  (ISBN 2-908703-51-3)
- Villes en guerre, Le Téméraire 
  1.  Tourcoing 39-45, dessins de Francis Cold, 1994  (ISBN 2-908703-39-4)
  2.  Ascq 39-45, dessins de Marcel Uderzo, 1994  (ISBN 2-908703-37-8)
- Série Les Godillots avec Marko, sous le pseudonyme Olier
  1.  Le Plateau du croquemitaine, Bamboo Édition, 2011  (ISBN 978-2-8189-0266-0)
  2.  L'oreille coupée , Bamboo Édition, 2013  (ISBN 978-2-8189-2205-7)
  3.  Le vol du Goéland , Bamboo Édition, 2014  (ISBN 978-2-8189-2550-8)
  4.  Le tourniquet de l'enfer , Bamboo Édition, 2016  (ISBN 978-2-8189-3455-5)
  5.  Un p'tit dernier avant la Paix , Bamboo Édition, 2018  (ISBN 978-2-8189-4709-8)